# Historia de la Polinesia Francesa
La historia de Polinesia Francesa se puede dividir en varios periodos: antes de la llegada de los europeos, la evolución hacia el Protectorado Francés, los Establecimientos Franceses en Oceanía y finalmente la evolución bajo la Quinta República.

## Historia pre-europea

### Colonización de los cinco archipiélagos polinesios
La hipótesis generalmente aceptada en la actualidad es aquella que se basa en una colonización de la Polinesia desde el Sudeste Asiático.
Hacia el 3000 a. C., ciertos habitantes del litoral de China meridional comienzan a atravesar el estrecho para instalarse en Taiwán. Hacia el 2000 a. C., nuevas migraciones tienen lugar de Taiwán hacia Filipinas, después hacia Célebes y Timor y de ahí hacia las demás islas del archipiélago indonesio. Hacia el 1500 a. C. otro movimiento migratorio lleva a pueblos filipinos hacia Nueva Guinea y más allá, a las islas del Pacífico, sobre todo a las islas Fiyi. Los austronesios son sin lugar a duda los primeros navegantes de la historia de la humanidad.
En lo que respecta a la Polinesia, las islas de la Sociedad son las primeras en ser colonizadas hacia 1050 de nuestra era, seguidas por las Islas Tuamotu alcanzadas hacia 1110 de nuestra era, posteriormente, los pueblos polinesios alcanzaron la isla de Pascua (1210), Hawái y Nueva Zelanda.

## De la aparición de los europeos al protectorado francés (1521-1880)

### Periodo de contactos con los exploradores de Océano Pacífico (1521-1797)
El 24 de enero de 1521, el español de origen portugués Fernando de Magallanes descubre San Pablo, casualmente, una de las dos Islas Desafortunadas, probablemente Puka Puka en las Tuamotu. En 1595, los españoles Álvaro de Mendaña y Pedro Fernández de Quirós descubren las islas Marquesas. El 4 de febrero de 1606, Quirós descubre el grupo Actéon, y más tarde, el 10 de febrero de 1606 descubre el atolón Hao. En 1616, los neerlandeses Jacob Le Maire y Willem Schouten llegan a Takaroa, Takapoto, Ahe y Rangiroa. Tras estas primeras visitas, las islas permanecerán sin otro contacto por más de un siglo. 
El 2 de junio de 1722, el neerlandés Jakob Roggeveen descubre Makatea y, el 6 de junio de 1722, Bora Bora. Charles de Cepillos da el nombre de Polinesia a las islas de las Tierras australes en 1756. El 5 de junio de 1765, el británico John Byron llega a Napuka y Tepoto. El británico Samuel Wallis descubre Tahití en 1767, seguido por el francés Louis Antoine de Bougainville en 1768. En 1769, el británico James Cook explora el archipiélago de la Sociedad y después descubre Rurutu. Cook, volverá a la zona en 1773, 1774 y 1777. Paralelamente, el español Domingo de Boenechea llega en Tahití en 1772 y de nuevo en 1774 para instalar una misión permanente. Esta misión fracasa según cuenta Máximo Rodríguez, y todos los colonos europeos la abandonan en 1775. En 1788 el Bounty del capitán Bligh hizo escala en Tahití para adquirir plantones del árbol del pan para llevarlos las Antillas,  pero la tripulación termina por amotinarse; los amotinados que permanecieron en Tahití están fueron arrestados en 1791 por la marina inglesa, a la diferencia de los que se refugiaron en Pitcairn. El 5 de marzo de 1797 - fecha que todavía se conmemora en Tahití -, tiene lugar la llegada de una misión inglesa de la London Missionary Society, con 4 pastores y 14 artesanos y agricultores, entre los que se encontraba Henry Nott (1774-1844). Expulsados de Tahití, la misión se implanta con éxito en Moorea, alfabetizando a los indígenas y traduciendo la Biblia al tahitiano.

### Ascensode los Pomare de Tahití (1767-1842) y la preeminencia británica
Pomare I

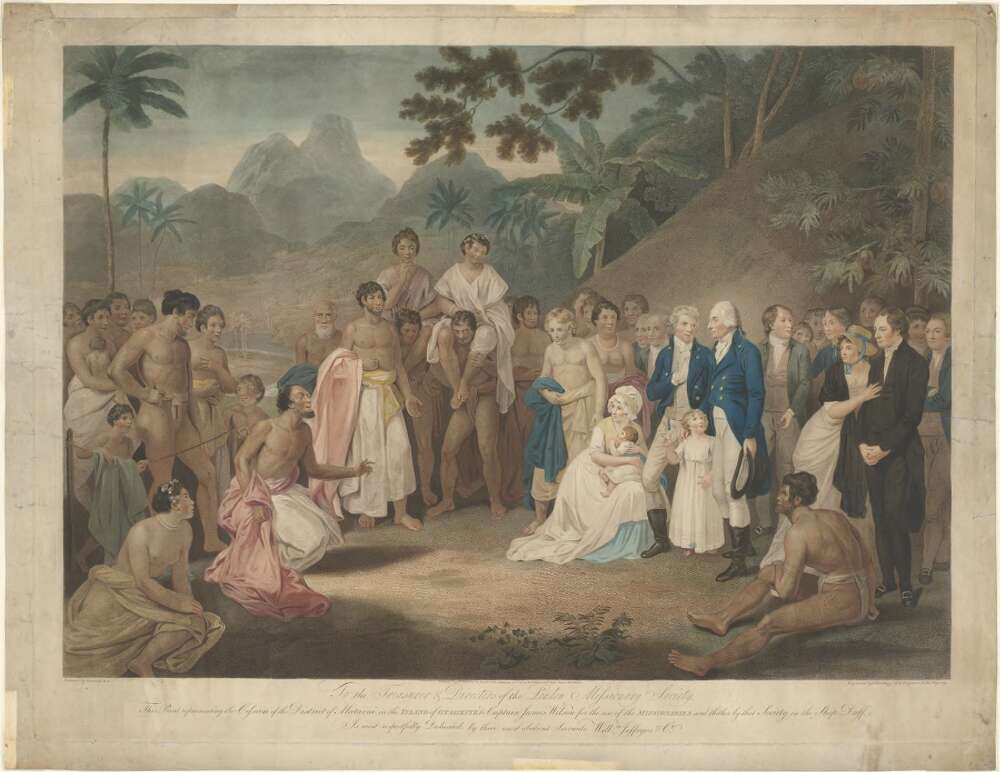
La cesión del distrito de Matavai al comandante James Wilson para el uso de los misioneros en 1797.

El contacto con los Británicos es aprovechado por el arii Tu (ca 1750-1803), jefe del distrito de Porionuu, donde se encuentra el fondeadero más práctico, la bahía de Matavai. Proveído de armas de fuego por parte de los Ingleses, adquiere una influencia predominante en Tahití sin adoptar, no obstante, el título de arii rahi, que era detentado por Amo (o Eimao), del clan Teva. Tu cambia no obstante su nombre y pasa a hacerse llamar Pomare. 
El reinado de Pomare II (1815-1821)
Su hijo Pomare II (1782-1821) se enfrenta a la oposición de los otros arii y tiene que refugiarse en Moorea donde se convierte al cristianismo. De regreso a Tahití, se impone como rey de la isla al derrotar al hermano de Amo en Punaauia (victoria dicha de Fei Pi, 1815). 
Dos grandes medidas marcan su reinado, bajo el amparo de los pastores británicos : la prohibición de los cultos tradicionales; la institución del Código Pomare, en el cual se mezclan la Biblia, las leyes inglesas y ciertas costumbres tahitianas. Los Tahitianos terminan por convertirse al protestantismo.
El reinado de Pomare IV. El periodo británico (1827-1842)
Pomare III (1820-1827) durante 6 años, bajo el control de un regente. Le sucederá su hermana Aimata, que se convertirá en la reina Pomare IV (1813-1877). Intentará en primer lugar un regreso a la sociedad tradicional con la secta de las Mamaia, pero esto termina siendo un fracaso. Los arii cristianos imponen su control y gobiernan de acuerdo con el cónsul inglés, el pastor George Pritchard. Durante este periodo, la bahía de Papeete, lugar de implantación de una misión en 1818, se convierte en el fondeadero principal de la isla y se desarrolla una actividad económica en la zona. La residencia de los Pomare se mantiene primero en Arue, para trasladarse después a Tarahoi bajo Pomare IV. 
En 1834, una misión católica francesa (orden de los Padres de Picpus) se implanta en las islas Gambier y es expulsada de Tahití en 1838. Entre 1837 y 1839, el chileno Ramón Freire vivió en la isla de Tahití, siendo designado en 1838 como embajador de la reina ante el almirante francés Du Petit-Thouars y logró que los dominios de la Reina se mantuvieran independiente de la corona de Luis Felipe I de Francia.
Ahora bien, esta es la época en que se desarrolla una política francesa en el Pacífico, con el fin de limitar la extensión del dominio británico, ya instalada en Australia y que toma el control de Nueva Zelanda en 1840.

### Implantación francesa de 1842 a 1880: el protectorado de Tahití
La colonización francesa de Polinesia comienza en mayo de 1842 cuando el almirante Abel Aubert Du Petit-Thouars, jefe de la flota francesa en Oceanía anexiona siguiendo los consejos de Jacques-Antoine Moerenhout las islas Marquesas.
El establecimiento del protectorado
Du Petit-Thouars interviene luego en Tahití, sin consignas precisas del gobierno, bajo pretexto de establecer la libertad religiosa para las misiones católicas, que Pomare IV terminaría por aceptar, pero exclusivamente en Papeete. En 1842, se impone a Pomare IV la firma de un tratado de protectorado. Tras de la crisis franco-inglesa conocida como « asunto Pritchard » y una guerra entre los franceses y los tahitianos anglófilos (1844-1846), Pomare IV, que había tenido que exiliarse, es restablecida en el trono y el protectorado francés se confirma en 1847 (acuerdo franco-inglés de Jarnac). 
El protectorado abarca entonces las islas de Barlovento, las islas Tuamotu y las islas Tubuai y Raivavae en las Australes. En cambio las islas Sotavento fuero explícitamente excluidas del protectorado. 
Las islas Gambier son formalmente independientes, pero son gobernadas bajo el control del orden de Picpus.
Organización del Protectorado
La dirección es asegurada por un Comisario (política de extranjeros, asuntos exteriores, ejército) secundado por administradores : el Ordenador (finanzas), el Secretario general o Director del Interior (asuntos indígenas) y los responsables sectoriales (reino de Tahití, islas Marquesas y, de 1853 a 1860, Nueva Caledonia).
La reina es responsable de los asuntos internos, pero sus decisiones tienen que ser aceptadas por el gobernador. La administración tahitiana se compone, fuera de la corte, de los mutoi (agentes de policía) y de los toohitu (jueces de los asuntos cotidianos). En las islas, los jefes de distrito (tavana) son mantenidos en principio, pero una gran evolución tiene lugar : la sustitución de la herencia por la elección e institución de Consejos de distritos. 
Hechos históricos remarcables
En 1863, las misiones protestantes son transferidas de la London Missionary Society a la Sociedad de las Misiones Evangélicas de París.
En 1865 tiene lugar la introducción del primer grupo de trabajadores chinos, procedentes de Kouang Tong (provincia de Cantón), a instancias del dueño de una plantación en Tahití, William Stewart, para una plantación de algodón. Tras la quiebra de su empresa en 1873, algunos trabajadores chinos regresan en su país, pero un numeroso grupo se queda en Tahití.
Anexión
El 29 de junio de 1880, el último soberano tahitiano, Pomare V cede después de tres años de reinado los territorios del Protectorado a Francia, a cambio de una renta vitalicia para sí mismo y tres personas de su familia y manteniendo los símbolos de reales. Esta decisión se tomó de acuerdo con el conjunto de los jefes de Tahití. Los territorios tahitianos, unidos a las demás posesiones francesas, pasan a denominarse « Establecimientos franceses de Oceanía » hasta en 1957. 
Pomare V muere en 1891 (Paul Gauguin que acaba de llegar en Tahití presencia sus funerales).

## Establecimientos franceses de Oceanía de 1880 a 1946
Téngase en cuenta que las islas del grupo Wallis y Futuna forman parte de los EFO (con un residente a Wallis); no obstante, funcionan aparte debido a la inexistencia de otros vínculos con la Polinesia Francesa (y no son pues tratadas en el resto de este artículo).

### Comienzos de la Tercera República
El final del proceso de colonización
En 1887, la convención de Jarnac (1847) es derogada y Francia puede anexionarse las islas Sotavento que están sometidas a un protectorado (1888), pero que oponen una resistencia tenaz a la presencia francesa, llevada en particular por el jefe de Raiatea, Teraupoo. No serían anexionadas a las EFO hasta 1897.
Las islas Gambier son anexionadas en 1891, a instancias de sus habitantes.
Las islas Australes todavía independientes son anexionadas también a la misma época : Rapa en 1867; Rurutu en 1900; Rimatara en 1901.
Organización administrativa de las EFO
Como el Protectorado anterior, los EFO dependen del ministerio de la Marina (Servicio de los Asentamientos) hasta 1894, fecha de creación del ministerio de los Asentamientos, el cual fue el único interlocutor en territorio metropolitano. 
El asentamiento está dirigido por un gobernador, que representa el presidente de la República. Los gobernadores son sea oficiales de Marina, sea funcionarios civiles de la administración colonial, graduados en la Escuela colonial creada en 1889. A partir de 1919, todos los gobernadores saldrán de esta escuela. Hay 34 gobernadores de 1880 a 1914, 18 de 1919 a 1939. El gobernador reside en el palacio del Gobierno.
La organización de las EFO es regulada por un decreto de diciembre de 1885, instituyendo un Consejo general (que no equivale a aquellos de los territorios metropolitanos) y un Consejo privado del gobernador, que fueron suprimidos a principios del siglo XX (1903 y 1912). En 1903 se crea el Consejo de administración, que se mantendrá hasta en 1932. El Consejo de administración, formado por ocho funcionarios y tres notables (infra), tiene un rol consultivo en materia económica y financiera.
Los servicios administrativos (Asuntos judiciales, Aduanas, Grabación, Contribuciones, Trabajos públicos, Instrucción pública, Imprenta, Puerto...) emplean a gran número de trabajadores metropolitanos y de auxiliares que son nombrados y revocados por el gobernador (400 a 600 empleados en total). 
Los administradores sectoriales son cinco (en 1939) : Tahití, Tuamotu, Islas de Sotavento, Australes, Marquesas. Las circunscripciones inferiores (distritos) están administradas por agentes especiales que son a menudo gendarmes (por ejemplo. : Moorea, Tubuai-Raivavae...).
Instituciones representativas
Una Cámara de comercio es creada en 1880 (12 miembros electos por los jefes de empresas); una Cámara de agricultura en 1884 (13 miembros de los cuales 10 son electos). Cada Cámara elige a un representante en el Consejo de administración.
Papeete recibe el estatus de municipio en 1890. La municipalidad nombra un representante en el Consejo de administración.
Los Consejos de distritos tienen 5 miembros titulares y 2 suplentes electos; los presidentes o jefes de estos consejos son nombrados por el gobernador. No disponen de presupuesto propio.
Evolución socioeconómica de las EFO
Los años 1880 están marcadas por la inmigración de franceses metropolitanos, entre los que destaca el pintor Paul Gauguin.
Una nueva inmigración china tiene lugar al finalizar el siglo.
En 1911 se inicia el aprovechamiento de los yacimientos de fosfato de Makatea (islas Tuamotu) por la Compañía francesa de fosfatos de Oceanía (CFPO) que funcionará hasta en 1966, alcanzando una plantilla de 3000 empleados en su apogeo.

### Primera Guerra Mundial

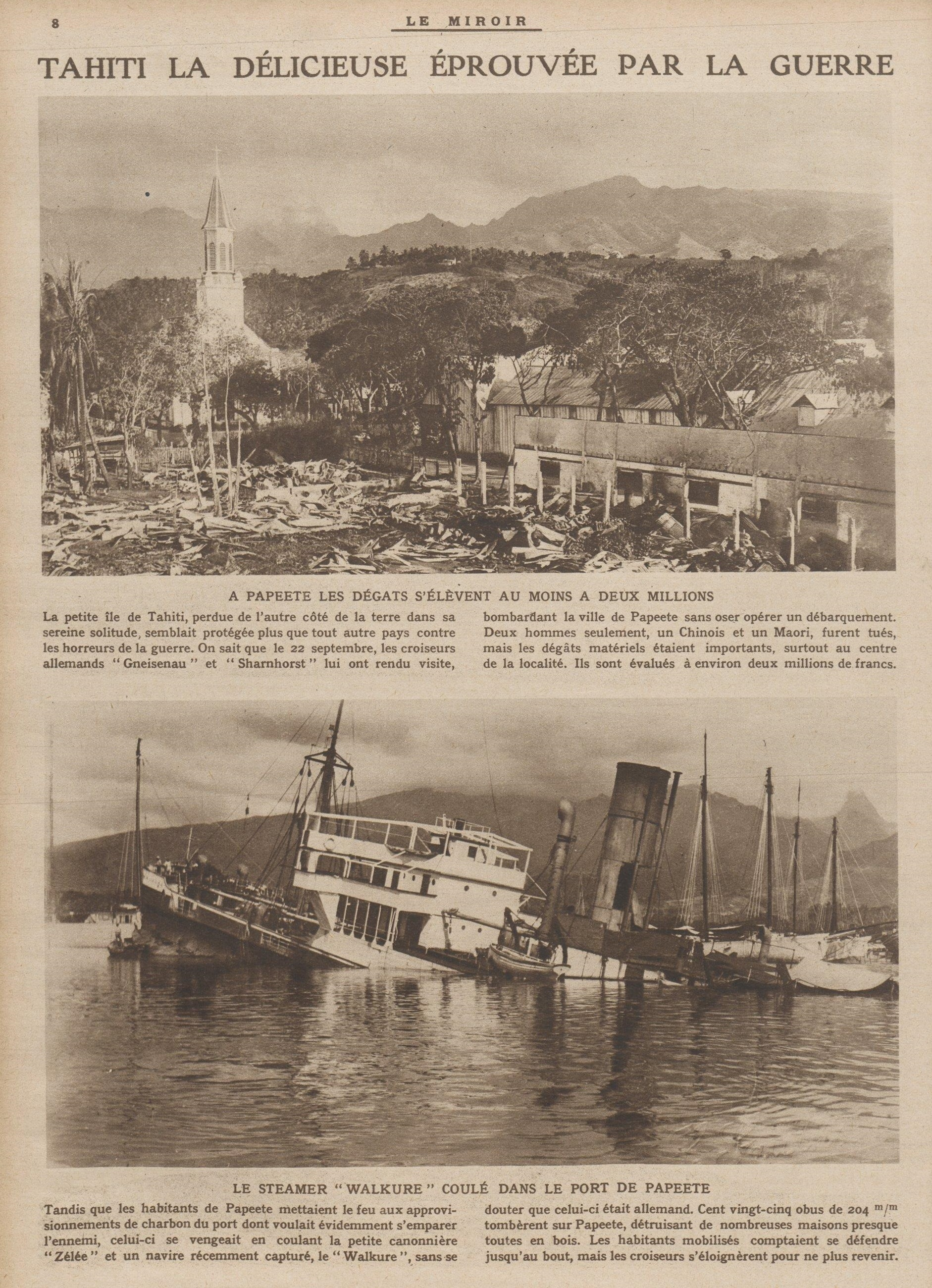
Los resultados del bombardeo alemán sobre Papeete del 22 de septiembre de 1914.

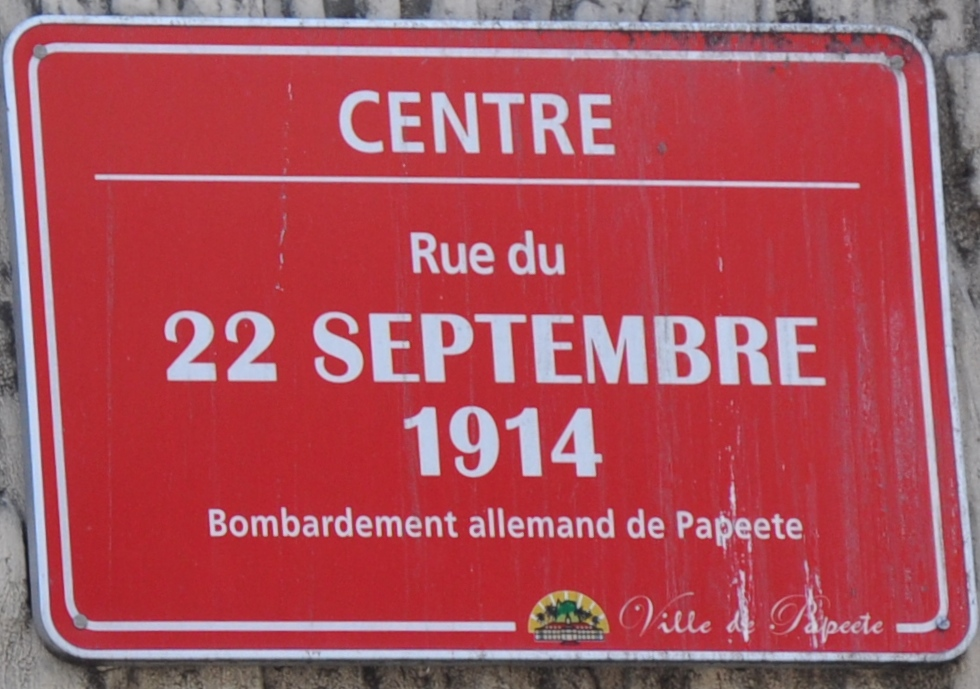
Una calle de Papeete recuerda el bombardeo alemán del 22 de septiembre de 1914

En 1914, Papeete es bombardeada por dos cruceros de la Marina alemana que buscaban apoderarse de las reservas de carbón. Este está incendiado mientras que los cañones de marina, instalados en tierra, disparan los buques alemanes. En represalias, éstos bombardean la ciudad y después se retiran. Una nave alemana que había sido apresada algunos días antes es hundida en el puerto así como una cañonera francesa.
Los EFO participan junto con Nueva Caledonia al batallón del Pacífico que parte para combatir en Europa. 1000 soldados del batallón provienen de Polinesia durante el curso de la guerra (entre ellos, Pouvanaa Oopa, de Huahine, presentado como voluntario en 1917, que combate en el frente de Champaña en 1918); 300 resultan muerto. Esta unidad se disuelve en 1919. 
En 1918-1919, el territorio es golpeado por la epidemia mundial de gripe española.

### Entreguerras
Organización de las EFO
En 1931,  Uturoa recibe el estatus de comuna mixta; su concejo municipal pasa a estar formado por 4 electos (2 franceses y 2 locales), el presidente es elegido por el administrador de las Islas de Sotavento. 
En 1932, el Consejo privado es restablecido y el Consejo de administración es reemplazado por un consejo llamado Delegaciones económicas y financieras (DEF); estas instituciones funcionan hasta 1945. Los DEF están formados por 6 miembros de derecho (el alcalde de Papeete, los presidentes de las Cámaras de comercio y de agricultura, los administradores de las Islas de Sotavento, de las Tuamotu, de las Marquesas) y 7 miembros electos (incluidos delegados de Papeete, de Uturoa, y de las dos Cámaras). 
Algunas personalidades
Durante el periodo de entre-guerras, el futuro líder autonomista Pouvanaa Oopa, que ha vivido cómo se desarrollaba la democracia en Francia después del final de la guerra, comienza una actividad política todavía modesta en aquel tiempo. Regresado a Polinesia en julio de 1919, se establece en Tahití donde retoma su trabajo de carpintero convirtiéndose en una personalidad carismática en seno de la sociedad indígena. De religión protestante, conoce muy bien la Biblia y sus discursos son marcados fuertemente por su cultura religiosa. Su acción está dirigida contra los abusos del sistema colonial, pero esto no le impidió formar parte del Comité de la Francia libre en 1940.
Entre los europeos, se puede citar el rol de la familia Bambridge, al frente de la empresa comercial Bambridge Dexter y Cie con Georges Bambridge (1887-1942), alcalde de Papeete de 1933 a 1941 y su hermano Tony 
ambos miembros del Comité para la Francia libre en 1940. Otra personalidad notable es el pastor Charles Vernier (1883-1966), presidente del sínodo de la Iglesia protestante a partir de 1937.
También se puede citar al hombre de negocios Emmanuel Rougier, muerto en Tahití en 1932, antiguo miembro de la orden de los Maristas.

### Segunda Guerra Mundial
Durante el verano de 1940, dos comités son formados en Tahití : el Comité de los Franceses de Oceanía, pétainista, y el Comité de la Francia libre que tiene claramente más entidad e impone al gobernador Jean Chastenet de Géry, vacilante, pero más bien pétainiste, la celebración de un referéndum; este tiene lugar sólo en Tahití y Moorea (2 de septiembre de 1940); el resultado es masivamente a favor de la Francia libre. Jean Chastenet de Géry es reemplazado por un Comité provisional de gobierno, incluyendo a Edouard Ahnne y Georges Bambridge, después de eso, tres titulares se suceden como gobernadores desde septiembre de 1940 hasta la llegada de Georges Orselli en noviembre de 1941, lo que se traduce en tensiones en el seno del Comité : Émile de Curton, un médico militar, gobernador de noviembre de 1940 a junio de 1941, lleva una política que busca integrar económicamente a los polinesios en el combate (proyecto de cooperativas), lo que va en contra de los intereses económicos coloniales, lo que provoca su sustitución bastante rápido. El Batallón del Pacífico se reactiva en el marco de la Francia libre.
A pesar del compromiso gaullista de Pouvanaa Oopa y de su hijo Marcel, quien comprometido con el Batallón del Pacífico, es herido gravemente en Bir Hakeim, el primero sufre la persecución del gobernador Orselli, debido a sus críticas contra los abusos de ciertos funcionarios o comerciantes. Termina por ser desterrano a Huahine hasta la salida del gobernador Orselli en diciembre de 1945.
De 1942 a 1945, Bora-Bora es el lugar de implantación de una importante base del ejército estadounidense (aproximadamente 5000 soldados).

### Primeros diputados: Charles Vernier (1945) y Georges Ahnne (1946)
Los EFO eligen su primer diputado en octubre de 1945 con ocasión de las elecciones a la Asamblea Constituyente. El escrutinio tiene lugar entre un candidato cercano del Partido comunista, un candidato más o menos vichyste y el pastor Charles Vernier, que resulta elegido; En la Asamblea nacional, se inscribe en el grupo Resistencia democrático y socialista, formado por los diputados del UDSR de René Pleven y François Mitterrand. En junio de 1946, para el segundo periodo constituyente, deja voluntariamente su plaza a un colaborador cercano, Georges Ahnne (1903-1949), reelegido al Parlamento en octubre. Ambos hombres apoyan una línea de mantenimiento de la presencia francesa y de evolución del estatus hacia una cierta autonomía. 
Pouvanaa Oopa se ha presentado a las elecciones para el segundo Constituyente, pero sus votos no fueron tenidos en cuenta. Su esposa, candidata contra Georges Ahnne en las elecciones legislativas, obtiene el 37 % de los votos.
La Asamblea territorial, que reemplaza el Consejo general de 1885, es creada en 1945. 
El año 1945 ve también la creación de la segunda municipalidad electa de las EFO, la de Uturoa, en Raiatea, que se añade a aquella de Papeete.

## Los EFO bajo la Cuarta República (1946-1958)
En 1946, en el marco de la Constitución de la IV° República y de la Unión francesa, las EFO se convierten un Territorio de en ultramar y los Polinesios obtienen el derecho a voto. Desde entonces, el movimiento anticolonialista se afirma en torno a la figura de Pouvanaa Oopa.
Los EFO pasan a elegir a partir de este momento a tres representantes electos nacionales: un diputado, un senador y un consejero de la Unión Francesa.

### Movimiento pouvanista: del Comité Pouvanaa al RDPT
El movimiento pouvanista se organiza en torno a la persona de Pouvanaa Oopa, apodado metua (padre). Pero no debe dejar de reconocerse la importancia de su brazo derecho : Jean-Baptiste Céran-Jérusalémy, quien juega el rol de organizador : en febrero de 1947, lanza el Comité de apoyo a Pouvanaa (también conocido como "Comité Pouvanaa"). Su rol es incluso más importante debido a sus conocimientos lingüísticos, ya que domina tanto el tahitiano como el francés, mientras que los conocimientos de francés de Pouvanaa son más limitados. 
La acción concreta de los pouvanistas se concentra contra los abusos de los funcionarios metropolitanos. Se puede citar un asunto relacionado con el secretario general Lestrade a principios de 1947. En junio de ese año también tiene lugar el asunto conocido como Ciudad de Amiens. Las manifestaciones organizadas en el puerto de Papeete contra la llegada de tres funcionarios metropolitanos son reprimidas a través de varios arrestos, incluida la detención del propio Pouvanaa. Pero durante el proceso que se celebró en noviembre de 1947, todos los inculpados son absueltos.
En agosto de 1949, Pouvanaa es electo diputado como consecuencia del óbito de Georges Ahnne. Vence a Charles Vernier, quien se ha presentó para entorpecer la marcha de un movimiento que considera demasiado radical. Este episodio marca una ruptura entre las élites protestantes y las polinesias. 
En noviembre se decide la creación de un partido político : el RDPT (Concentración democrática de las poblaciones tahitianas). Pouvanaa será reelegido en 1951 y en 1956. El RDPT logra también ganar las elecciones territoriales de 1953 (17 de cada 25 electos) y seguidamente, las elecciones a la Asamblea de la Unión francesa (Céran-Jérusalémy) y al Consejo de la República, es decir al « Senado » (Jean Florisson, un metropolitano).
Este dominio del movimiento pouvanista se explica por su influencia masiva sobre los polinesios de las Islas de la Sociedad, que eran mayoría en la Polinesia Francesa; el RDPT aparece como el partido de los protestantes polinesios, mientras que los habitantes de las Islas Marquesas, que son católicos, votan en contra del RDPT. Los no polinesios, por su parte, votan también en contra del RDPT, salvo algunas excepciones.

### Movimiento anti-pouvanista: Rudy Bambridge y la Unión tahitiana
En 1951, Charles Vernier abandona Tahití para y pone rumbo a la Francia continental, donde, por otra parte, prosigue sus investigaciones sobre el Idioma tahitiano, del que es un reconocido especialista.
El movimiento anti-autonomista cristaliza entonces en torno a una nueva figura : el abogado Rudy Bambridge, hijo de Tony Bambridge.
Como lo explicó posteriormente en 1974, después de su retirada de la vida pública, en una entrevista en el medio Nouvelles de Tahití, Rudy Bambridge, a instancias del gobernador Petitbon, lanza la Unión tahitiana, un partido de defensa de los intereses franceses, ligado también, en sus orígenes, a la UDSR de François Mitterrand. En las elecciones de 1956, Rudy Bambridge, presidente del UT, no llega a batir a Pouvanaa Oopa, pero obtiene no obstante el 45 % de los votos. Entre otras personalidades de la UT, se encuentran : Alfred Poroi, alcalde de Papeete desde 1945, Frantz Vanizette, secretario general del UT y Gérald Coppenrath.
En 1956, el general de Gaulle realiza una breve visita privada a Tahití (a fibnales de agosto y principios de septiembre). 

### La ley Defferre (1957): hacia la autonomía interna
La ley-marco sobre los Territorios de ultramar de la Unión francesa tiene como promotores no sólo a Gaston Defferre, sino también a François Mitterrand y Félix Houphouët-Boigny. Votada el 23 de junio de 1956, no es de aplicación a los EFO, estatus que mantenía la Polinesia Francesa, hasta el 22 de julio de 1957. La ley se traduce por la creación de un Consejo de gobierno de cinco ministros; este Consejo está presidido por el gobernador, pero con un vicepresidente escogido entre los ministros. En el primer Consejo de gobierno, Pouvanaa Oopa ocupa la plaza de ministro del Interior y la función de vicepresidente.
El RDPT logra ganar nuevamente las elecciones territoriales del 3 de noviembre de 1957 con 17 de cada 30 elegidos.

### Crisis de 1958
En febrero de 1958, la asamblea territorial vota la puesta en marcha de un impuesto sobre la renta. Esta medida suscita una intensa oposición de la parte de los anti-pouvanistas. Rudy Bambridge entra en contacto desde marzo de 1958 con el partido gaullista en territorio metropolitano, que en esa época (consecutiva a la retirada de De Gaulle y a la ralentización del RPF) se denomina Centro nacional de los Republicanos sociales. El corresponsal de Bambridge en París es el secretario general Roger Frey, originario de Nueva Caledonia, que envía a Tahití un emisario : André Remachas-Henrÿs.
Este reorganiza el UT durante una reunión el 17 de abril de 1958 : el UT pasa a conocerse como UTD (Unión tahitiana democrática), a partir de ahora oficialmente ligada al partido gaullista del territorio metropolitano.
Los días 29 y 30 de abril, en la vuelta a la celebración de sesiones de la Asamblea territorial, tienen lugar manifestaciones relativamente grandes en Papeete, que terminar por forzar, gracias al espaldarazo del gobernador Camille Bailly, el impuesto sobre la renta antes de su entrada en vigor.  La evolución política en Argelia y en territorio metropolitano durante el mes de mayo de 1958 no permite evidentemente al RDPT intentar superar este fracaso.
Fuera de estas vicisitudes políticas, cabe destacar la notoriedad de Polinesia debido a las expediciones transoceánicas que tienen lugar durante este periodo : la de Thor Heyerdahl en 1947, de Perú a la isla de Raroia en las Tuamotu; las de Éric de Bisschop de 1956 a 1958, de Papeete a Chile, y después de Perú a Rakahanga en las islas Cook, donde el navegador encuentra la muerte. Mientras tanto, uno de los miembros de la expedición del Kon-Tiki, el Sueco Bengt Danielsson, estudia en profundidad el atolón de Raroia, dedicándole varios de sus libros y su tesis doctoral, Work and Life on Raroia (1955; traducción al francés publicada en 2002). Se instala en Tahití en 1953.

## Polinesia bajo la V° República: con el general De Gaulle (1958-1969)

### Comienzos del nuevo régimen
En 1958, en el marco de la constitución de la V° República y de la Comunidad francesa, Polinesia Francesa vota mayoritariamente Sí en el referéndum constitucional, y opta por el mantenimiento del estatus de Territorio de ultramar (como harán en la misma fecha los demás miembros de la Unión francesa, excepto Guinea). 
El RDPT frente al régimen del general de Gaulle
Para Polinesia Francesa, el regreso al poder del general de Gaulle marca un retroceso desde el punto de vista del estatus : el consejo de gobierno se mantenido, pero sus miembros pierden el rango de « ministros », convirtiéndose en « consejeros de gobierno »  y la vicepresidencia vuelve al secretario general del gobernador.
Por otro lado, el RDPT hace frente a varias dificultades :
- mientras que se mostró a favor del NO al referéndum constitucional del 28 de septiembre de 1958, es el SÍ el que gana;
- Jean-Baptiste Céran-Jérusalémy, que fue partidario, por razones tácticas, del SÍ, abandona el RDPT y funda otro partido independentista, el Pupu Tiama Maohi (Partido Indígena de la independencia), con una publicación mensual, el Te Aretai.

Los medios de comunicación en Polinesia Francesa al principio de la V° República
El principal medio de comunicación es la radio estatal, Radio Tahití, integrada en la ORTF a partir de 1964.
En cuanto a la prensa, hasta 1957 ésta no se compone sino de publicaciones mensuales o semanales editadas por grupos principalmente religiosos.
El primer cotidiano aparece en 1957: Les Nouvelles (Polinesia). En 1958 aparece el semanario Les Débats, dirigido por un periodista metropolitano, Jacques Gervais.
En abril de 1963 fue fundado el diario Le Journal de Tahiti, dirigido por Philippe Mazellier.
Otro diario aparece en 1964 : La Dépêche de Tahiti.
Finalmente, en 1964, con ocasión de una visita del ministro de la Información, Alain Peyrefitte, se anuncia la creación de una estación de televisión que está operativa a finales de 1965, durante la campaña de las elecciones presidenciales.
La segunda crisis de 1958. El encarcelamiento de Pouvanaa.
Poco después de la victoria gaullista en el referéndum, el gobernador Bailly disuelve el Consejo de gobierno el 8 de octubre de 1958 y Pouvanaa es arrestado el día 11, a pesar de su estatus de parlamentario, así como otros 13 miembros del RDPT. Su proceso tiene lugar en octubre de 1959. Pouvanaa está condenado a 8 años de prisión
y a 15 años de prohibición de estancia
. Es déchu de sus mandatos; en junio de 1960, sus hilos Marcel Oopa es electo diputado, y su brue Céline Oopa consejero territorial. Después de la muerte de Marcel Oopa el 14 de julio de 1961, su suplente John Teariki
lo reemplaza.
El mandato de #senador Polinesia Francesa está conquistado por el UTD Gérald Coppenrath en 1959.

### Polinesia Francesa y el Centro de experimentos del Pacífico
El año 1959 implica la apertura de una nueva fase de la modernización del territorio : la decisión de construcción del aeropuerto internacional de Papeete-Faaa, con el fin de favorecer el desarrollo del turismo, hasta la fecha no supone más que algunos millares de personas mientras que Hawái recibe ya en esa época unos 600 000 visitantes por año. El aeropuerto es finalizado en 1961.
Dos años más tarde, comienzan los grandes trabajos de la instalación del Centro de experimentaciones del Pacífico
Los orígenes del CEP
Entre 1961 y 1962, una cierta opacidad reina sobre las circunstancias y logros de las operaciones en relación con las pruebas nucleares franceses en el Pacífico. Testimonios ulteriores muestran que las islas Gambier han sido consideradas desde 1957 como lugar de experimentación. La prioridad había sido sin embargo dada a Sáhara, hasta el año 1961. La reorientación de la idea hacia Polinesia surge de la perspectiva de tener que abandonar Argelia; efectivamente, en 1962, los acuerdos de Évian-les-Bains conceden a Francia a un plazo máximo de 5 años para la utilización de las instalaciones saharianas (las últimas pruebas tendrán lugar en 1966). El CEP fue creado el 27 de julio de 1962 por el Consejo de defensa, sin que se indicase públicamente la naturaleza de los ensayos (nucleares o espaciales).
La cuestión nuclear y la crisis de la UTD. La salida de Alfred Poroi
Los estudios respecto de las islas Gambier comenzaron en 1961, pero de modo más o menos oculta. En general, la población del territorio, familiarizada con el problema nuclear causado por las pruebas estadounidenses y británicas en el Pacífico (de 1946 a 1962, en Bikini, Eniwetok y Christmas), es poco entusiasta de la idea de instalación de un centro nuclear. 
La actitud poco clara del gobierno francés suscita en 1962 un desencuentro entre Rudy Bambridge y Alfred Poroi. En junio de 1962, el UTD se convierte en Unión tahitienne-UNR (nombre del partido gaullista fundado en 1958) donde Poroi es excluido : retoma entonces el UTD, con sus bases electorales de Papeete y Raiatea. Lo lleva a ganar ampliamente las elecciones al senado de 1962 (el mandato de Polinesia Francesa forma parte del tercio renovable), con 32 votos contra 20 a favor de Gérald Coppenrath y 10 al RDPT de Jacques Drollet.
En las elecciones territoriales de octubre de 1962, el RDPT ya no obtiene más que 14 escaños, pero puede formar una coalición con la UTD (5 escaños) y 2 independientes (Céran-Jérusalémy y Colombani). El presidente de la Asamblea territorial es el RDPT Jacques Tauraa.
En el referéndum de 28 de octubre de 1962 sobre la elección por sufragio universal del Presidente de la República, el SÍ alcanza 14 000 votos contra 9 000 noes y 11 000 abstenciones.
El año 1963 y los problemas de la puesta en marcha del CEP
La puesta en marcha del CEP marca fuertemente el año 1963, sobre la práctica (comienzo de los trabajos en julio) y la política.
El 3 de enero de 1963, una delegación de la Asamblea territorial en París recibe la confirmación del carácter nuclear de la base de las Gambier, con ocasión de un encuentro con el general de Gaulle. Esta noticia va a motivar uno cierto número de reacciones de los electos territoriales, sobre tres ejes :
- el problema de la seguridad sanitaria;
- el problema de la presencia de numerosos militares, sobre todo de miembros de la Legión extranjera;
- el problema del estatus del territorio.

Jean-Baptiste Céran propone una moción que pretende obtener un estatus de república independiente asociada con Francia.
El ministro de ultramar, Louis Jacquinot, visita Polinesia del 30 de junio al 7 de julio de 1963. La mayor parte de la visita tiene un objetivo protocolario y turístico; Louis Jacquinot no se presenta ante la Asamblea territorial hasta el 1° de julio; el resultado de la entrevista supone una decepción para los autonomistas.
¿Hacia la independencia ?
El congreso del RDPT tiene lugar inmediatamente después de esta visita, los días 8 y 9 de julio; los participantes se posicionan sobre :
1. la necesidad de la liberación de Pouvanaa
2. la perspectiva de la independencia. Los desacuerdos entre los dirigentes (Jacques Drollet y Jacques Tauraa) sobre las modalidades de esta independencia implican el aplazamiento del asunto a un congreso extraordinario después de haber tomado el parecer de Pouvanaa.

En julio de ese mismo año, dos delegaciones acuden a territorio metropolitano : una para la conmemoración del 14 de julio (con Céline y Pita Oopa, sobrino de Pouvanaa), y una segunda en el marco de una visita a los sitio de ensayo nuclear saharianos (con Jean-Baptiste Céran). Al finalizar julio, estas tres personalidades obtienen el derecho de visitar a Pouvanaa en Pierrefonds. Pouvanaa aboga por la organización de un referéndum territorial relativo al asunto de la independencia. 
El 1° de septiembre de 1963, la Iglesia protestante de Polinesia se separa de la Sociedad de las misiones evangélicas de París; Pasa a ser dirigida, a partir de entonces por un sínodo de pastores polinesios, cuyo primer presidente fue Samuel Raapoto. Esta evolución eclesiástica fue de interés para el RDPT, tanto desde un punto de vista simbólico como práctico, debido a los fuertes vínculos entre dicho partido y la iglesia protestante.
La crisis de otoño de 1963. Disolución de los partidos independentistas
En otoño 1963, se abre la sesión presupuestaria de la Asamblea territorial. Muy rápidamente se sabe que el presupuesto no estará  listo antes de principios de 1964. El RDPT decide entonces no esperar y convoca un congreso extraordinario para el 2 de diciembre de 1963. En respuesta, desde el 6 de octubre, el ejecutivo francés, a instancias del gobernador, procede a la disolución del RDPT, y, sobre la marcha, a la disolución del partido de Jean-Baptiste Céran (este recrea inmediatamente un nuevo PTM : Pupu Tahoeraa Maohi). El mismo día, el gobernador pública también un decreto de prohibición de estancia en contra del diputado de Nueva Caledonia, cercano de Pouvanaa Oopa y contrario a las pruebas nucleares, Maurice Lenormand.
La crisis del comienzo 1964. Salida de Jacques Drollet
Tras la solución en febrero de 1964 de la cuestión presupuestaria, una nueva crisis surge sobre la cuestión del estatus de Moruroa, que no todavía no había sido solucionado. El atolón, considerado como tierra de dominio público, había estado, desde la ley Deferre, bajo la autoridad de la Asamblea territorial. La comisión permanente de la Asamblea se reúne y vota la cesión gratuita al CEP. El consejero RDPT Jacques Drollet que votó contra el parecer de su partido, es expulsado inmediatamente. El gobernador Grimald valida la proposición de la comisión permanente, pasando a tener rango de ley, a pesar de su invalidación por parte de la asamblea territorial. 
Los grandes trabajos del CEP y sus consecuencias
Los trabajos son llevados a cabo por el ejército (cuerpo de ingenieros), especialmente por la legión extranjera y varias empresas privadas (Dumez, Grands Travaux de l'Est, etc.) Los trabajadores no cualificados son en parte reclutados en el exterior pero la mayor parte de ellos son polinesios. En total, los trabajos supusieron la llegada de 7000 trabajadores del exterior y provocaron un éxodo rural desde las islas hacia Papeete. Los trabajos tuvieron lugar en cuatro puntos:
- Moruroa : « lugar de ensayos ». Ampliación del paso hacia la laguna, aeródromo, construcción de dos gigantescos blockhaus de observación automática;
- Fangataufa : « lugar de ensayos »;
- Hao : « base adelantada ». Este atolón es el único de los tres que se encontraba habitado, con 200 habitantes al principio y 600 en 1965. Aeródromo de nivel internacional, ampliación del paso hacia la laguna, laboratorio del CEA (profesor Rocard);
- Papeete : la ciudad (21000 habitantes en 1961) fue escogida como « base posterior » del CEP, lo que implica un incremento importante de la población (cuadros militares operacionales, militares en permiso, trabajadores exteriores, familias de los trabajadores polinesios en los otros lugares). La ciudad conoce una crisis habitacional con la aparición de lugares habitacionales poco salubres (campamento del CEP, chabolas). En Papeete, los trabajos implican : la extensión del puerto (acabada en 1966); la edificación de cuarteles y de « ciudades » para los militares y los expatriados.

Parece que los años 1964-65 estuvieron marcados por las tensiones entre polinesios y militares, sobre todo debido al nivel elevado de las remuneraciones del personal exterior y de los efectos de evicción que esto provocaba. A principios de 1966, una polémica estalla a propósito de un proyecto de prostíbulos, finalmente descartado por el ministro de los Ejércitos.

### Evolución de la vida política en los años 1965-69
Las elecciones municipales de 1965. Gaston Flosse alcalde de Pirae.
Un cambio de entidad tiene lugar debido a la creación de dos nuevas municipalidades, por desmembración de Papeete : Pirae y Faaʻtiene.
En Pirae, con una fuerte presencia de metropolitanos del CEP, las elecciones son ganadas por Gaston Flosse, uno de las jóvenes líderes del UT-UNR.
En Faaa, es un independiente quien resulta elegido : Francis Sanford que, poco después, crea su propio partido : Te Ea Api.
En Papeete, las elecciones de 1965 son ganadas por Alfred Poroi, pero el escrutinio está adulterado y nuevas elecciones tienen lugar en octubre de 1966 : Poroi es vencido por Georges Pambrun.
Las elecciones presidenciales de 1965. Creación del Pupu Here Aia.
Las elecciones presidenciales de diciembre de 1965 provocan una disensión en el seno del ex-RDPT : la mayoría de los consejeros territoriales apoyan al general de Gaulle mientras que John Teariki toma categóricamente posición a favor de François Mitterrand. Parece que la campaña electoral, marcada por la puesta en marcha de la estación de televisión prometida por Alain Peyrefitte en 1964, fue usada en detrimento de Teariki. En la segunda vuelta, de Gaulle vence con el 60 % de los votos, lo que es relativamente débil, pero de todas maneras superior al 55 % obtenido en territorio metropolitano. 
A comienzos 1966, tiene lugar el primer congreso del partido de John Teariki, el Pupu Here Aia (Partido de los patriotas). Los "gaullistes" del ex-RDPT son vencidos, sobre todo Jacques Tauraa.
Las elecciones legislativas de marzo de 1967. Francis Sanford diputado de Polinesia.
Tres candidatos se oponen : John Teariki, Francis Sanford y Nedo Salmon (UT-UNR).
En 0la segunda vuelta, el UNR-métropole apoya a Francis Sanford para construir la carretera a Teariki mientras que la UNR local desconfía de ello. Sanford resulta elegido por poco; inscrito en el grupo de los Republicanos independientes de Valéry Giscard d'Estaing, da la mayoría presidencial (UNR-RI) el voto que le faltaba para alcanzar la mayoría absoluta.
Pero Francis Sanford pone muy rápidamente el énfasis sobre la necesidad de un cambio de estatus para Polinesia; un proyecto que fue rechazado a la Asamblea en ausencia de los diputados RI, Sandford abandona el grupo para pasar a ser diputado no-adscrito antes de integrarse en el PDM de Jacques Duhamel, donde se encuentra con Rock Pidjot, diputado de Nueva Caledonia.
Las elecciones territoriales de 1967. Alianza Sanford-Teariki.
Ocasionan una renovación importante del personal político. 
El partido de Sanford, Te Ea Api, obtiene 9 electos; el Pupu Here Aia 7; el UT 7; el UTD 3. De los 4 electos independientes (Frantz Vanizette, Charles Taufa y 2 jefes locales), uno se une al Te Ea Api.
Desaparezcan de la Asamblea territorial : Jean-Baptiste Céran; Jacques Drollet; Jacques Tauraa.
En cambio se puede anotar la aparición de :
- Henri Bouvier (PHA), cuñado de John Teariki[16]
- Jean Meillond (TEA) que es elegido presidente de la Asamblea.
- Daniel Meillond, su sobrino.

Se establece una alianza entre Sanford y Teariki, que van en vano a intentar hacer adelantar la cuestión del estatus y de obtener la liberación de Pouvanaa. Fracasan también en una nueva tentativa de establecer el impuesto sobre la renta, al cual se oponen nuevamente los ciudadanos con manifestaciones. En marzo-abril de 1968, una delegación de Polinesia y de Nueva Caledonia se presenta en París. El ejecutivo muestra rechazo a toda discusión, mientras que ese mismo año, había tenido que conceder una fuerte autonomía a Comoras y a Yibuti. El primer ministro, Georges Pompidou se muestra particularmente constricto en la cuestión de Polinesia, tanto en cuanto al estatus como a las pruebas nucleares. En cambio, contactos tienen lugar contactos con la FGDS de Gaston Defferre y François Mitterrand.
Mayo del 68 y las elecciones legislativas de julio de 1968
Los acontecimientos de mayo apenas tienen repercusión en Polinesia Francesa.
Pero, en las elecciones, que tienen lugar con 15 días de retraso respecto del territorio metropolitano, Francis Sanford, cuyo suplente es John Teariki, gana en la primera vuelta, arrollando al candidato gaullista Nedo Salmon, mientras que en el territorio metropolitano, el UDR (nuevo nombre del UNR) obtuvo tres-cuartos de los escaños.
El después de mayo. El regreso de Pouvanaa.
El final del año 1968 está marcado por el regreso de Pouvanaa a Polonesia. Se beneficia de un indulto presidencial con ocasión del 11 de noviembre. Se puede opinar que esta medida de gracia es debida, al menos en parte, a la intransigencia mostrada por Francis Sanford, especialmente en un correo dirigido a Jacques Foccard a principios de noviembre.
El fracaso del gaullismo en Polinesia
El comienzo de 1969 está volcado esencialmente a la preparación del referéndum solicitado por el general de Gaulle sobre la regionalización y el sobre Senado, que afecta directamente Polinesia Francesa. La reforma prevé primeramente la unión de representantes de las organizaciones profesionales a los puestos electos de la Asamblea territorial. Los partidos autonomistas expresan su rechazo de esta evolución. El 27 de abril, los votantes polinesios dan la mayoría al NO, como el territorio metropolitano, resultado que implica la dimisión del general de Gaulle. Durante las elecciones presidenciales que siguen a dicha dimisión, Alain Poher obtiene la mayoría de los votos polinesios, lo que marca una ruptura con la tradición gaullista de Polinesia Francesa.
El estatus de los habitantes de origen chino
En esta época, los numerosos habitantes de origen chino son o bien apátridas o bien ciudadanos de Taiwán. El reconocimiento de la China popular por Francia en 1964, y la ruptura consecutiva con Taiwán, obligaba a modificar el estatus de los chinos en el territorio. Se toma la decisión de autorizarles a obtener la nacionalidad francesa por naturalización (el gobernador siendo responsable como último recurso), procedimiento que había sido abandonado en 1933. Los partidos autonomistas estaban a favor de la normalización de su situación.  No obstante, los ciudadanos de origen chino apoyan mayoritariamente la Unión tahitiana.

## Polinesia bajo la V° República: después de De Gaulle (desde 1969)

### Presidencia de Georges Pompidou (1969-1974)
El bloqueo institucional del gobierno Chaban-Delmas
La llegada a la presidencia del gobierno de Jacques Chaban-Delmas, una persona supuestamente liberal, es negativa para los autonomistas: elige como jefe de gabinete al gobernador de Polinesia Jean Sicurani y nombra gobernador (en enero de 1970) a Pierre Angeli, jefe de gabinete de los ministros de ultramar desde 1966, dos personas hostiles a cualquier evolución estatutaria. Esta situación de bloqueo se confirma con la visita del ministro Henri Rey en septiembre de 1970, tras una nueva campaña de ensayos nucleares: como elude bajo pretextos protocolarios cualquier reunión con los diputados de la asamblea territorial, estos enarbolan ostensiblemente la bandera tahitiana al lado del pabellón francés, lo que da lugar a un incidente en el aeropuerto en momento de la salida del ministro. 
La generalización del régimen communal
Por otra parte, durante su visita, Henri Rey anuncia la intención del gobierno de crear una treintena de nuevas comunas. La oposición de la Asamblea territorial trae el bloqueo de esta reforma en el Senado al finalizar 1970.
Una ley enmendada termina por ser votada en diciembre de 1971 : crea 44 nuevas comunas. Las elecciones tienen lugar en julio de 1972 y los electos son generalmente personalidades locales apolíticas.
Aparición de un independentismo radical
A principios de 1972, el asunto del "comando Teraupoo" implica la aparición de un movimiento independentista radical : se trata de un robo de cajas de municiones en el cuartel del BIMAT por un grupo de jóvenes entre los cuales se encuentra Charlie Ching, un sobrino de Pouvanaa. Los dtenidos dan origen a un motín en la prisión de Nutaania, la nueva prisión de Papeete. Son condenados a varios años de prisión.
Las pruebas nucleares
Tras de la campaña de 1971, las protestas se acentúan en los países del Pacífico, sobre todo por parte de los países andinos. Parece que los estudios con vistas a la realización de pruebas subterráneas comienzan en ese año, en particular en Eiao en las Marquesas, en un lugar que se mantuvo en secreto.
El año 1972 ve llegar la primera intervención exterior, con el velero Greenpeace III comandado por David McTaggart en nombre de la organización Greenpeace, en aquella época de constitución entonces muy reciente. El barco es abordado en la zona de exclusión, y después reconducido a las islas Cook. En noviembre, la Asamblea general de la ONU condena los ensayos franceses en Polinesia.
En 1973, el activismo antinuclear se desarrolla con la intervención de personalidades de los territorios metropolitanos. Por un lado Jean-Jacques Servan-Schreiber, con otros 3 diputados, participa en Papeete en el encuentro organizado el 23 de junio por los líderes autonomistas; por otro lado, el velero Fri comandado por David Moodie sube a bordo a 4 franceses (entre ellos el general Jacques de Bollardière y Brice Lalonde). La nave es abordada, así como le ocurrió nuevamente al Greenpeace III. Al finalizar el año, el ejecutivo francés publica un Libro blanco para justificar las pruebas.
Los acontecimientos políticos
En 1971, las elecciones municipales en las 4 municipalidades refuerzan a los autonomistas que ganan la totalidad de los escaños en Papeete, donde Georges Pambrun es reelegido. En estas condiciones, Pouvanaa, amnistiado (pero no rehabilitado), se presenta a las elecciones senatoriales y es elegido en detrimento de un antiguo miembro del RDPT, Émile El Caill.
Rudy Bambridge se retira de la vida política y deja la dirección de la UT a Gaston Flosse.
Formación del partido Autahoeraa (Unión) por disidentes del UT-UDR : Charles Taufa, Frantz Vanizette.
En septiembre de 1972, las elecciones territoriales dan 13 escaños a los autonomistas y 9 a los gaullistas. Pero es de todas maneras el UT-UDR el que forma una coalición con los demás electos (4 de Autahoeraa y 4 independientes), lo que pone fin a un largo periodo de dominio autonomista. Gaston Flosse es electo presidente de la Asamblea territorial.
En las elecciones legislativas de 1973, Francis Sanford se presenta contra Gaston Flosse y Charles Taufa. 
En as elecciones presidenciales de 1974, los autonomistas apoyan a François Mitterrand, quien se había comprometido a poner fin a las pruebas nucleares aéreas, el UT decide apoyar a Jacques Chaban-Delmas y Autahoeraa a Valéry Giscard d'Estaing. En Polinesia, François Mitterrand gana ligeramente, a pesar de su alianza con el PCF, lo que fue un tema de propaganda importante durante la campaña.

### Presidencia de Valéry Giscard d'Estaing (1974-1981)
Las pruebas nucleares
El año 1974 está marcado por la realización de pruebas nucleares, lo que conlleva la exclusión del gobierno Chirac de Jean-Jacques Servan-Schreiber, ministro de las Reformas, como consecuencia de una declaración hecha en rueda de prensa. 
En 1975, las primeras pruebas subterráneas tienen lugar en Fangataufa.
Desarrollo del independentismo
Varias formaciones aparecen durante este periodo : Te Taata Tahití Tiama, creado por Charlie Ching (liberado en octubre de 1975); Independencia de los territorios polinesios; E amui Tatou no te Tiamaraa Tahití; pero sobre todo dos que estaban destinados a ganar importancia : 
- Ia Mana te Nunaa, de orientación socialista autogestionaria, creada en noviembre de 1975 por Jacqui Drollet;
- el Frente de liberación de Polinesia (FLP), creado en 1977 por Oscar Temaru (Tavini Huiraatira a partir de 1983).

El año 1977 está marcado también por una segunda ola de violencia política : el 12 de agosto, se produce un atentado contra los Correos de Papeete; el 27, asesinato de un hombre de negocios metropolitano, antiguo militar, Pierre de Anglejean. Rápidamente, la policía identifica las culpables, miembros del grupúsculo Te Toto Tupuna (La sangre de los ancestros). Parece que el atentado contra los Correos fue en sustitución a un ataque al palacio del gobierno donde se encontraba en visita el ministro Olivier Stirn. El juicio tiene lugar en enero de 1979;  penas de prisión de 5 a 20 años son pronunciadas.
La crisis de 1975-77 y el cambio de estatus de Polinesia
El responsable de ultramar bajo la presidencia de Valéry Giscard d'Estaing, Olivier Stirn, considera muy rápidamente un cambio de estatus para el territorio y establece relaciones bastante cordiales con las líderes autonomistas. Es durante esta fase de discusiones cuando Autahoeraa se acerca a los autonomistas hasta darles la mayoría (formación de la coalición del Frente unido) en la Asamblea territorial (marzo 1975). No obstante, el proyecto propuesto por Olivier Stirn en otoño 1975 no aparece aceptable para los autonomistas.
Una crisis política se desencadena entonces ya que el UT-UDR, que había atraído a 3 electos autonomistas, recupera la mayoría en la Asamblea territorial. A partir del 19 de noviembre de 1975, el presidente de la Asamblea, Frantz Vanizette (Autahoeraa), replica negándose a convocarla, con el fin de forzar una disolución de la cámara; pero esto es rechazado por el ejecutivo de Jacques Chirac. La crisis se agrava en junio de 1976, al comienzo de un nuevo periodo de sesiones, lo que da al gobernador el derecho de convocar la primera sesión de la Asamblea. Los autonomistas deciden entonces de ocupar las instalaciones de la asamblea. Para incrementar la presión, Francis Sanford deja su escaño de diputado; las elecciones parciales le reeligen en la primera vuelta (22 000 votos contra 10 000 votos a Gaston Flosse y 2 500 a Charles Taufa). La ocupación de las instalaciones durará hasta inicios de 1977; es la última acción militante de Pouvanaa que fallece el 10 de enero de 1977. Poco después, Michel Poniatowski, ministro del Interior en el ejecutivo de Raymond Valla, se compromete a mantener negociaciones con el conjunto de los partidos polinesios, lo que permite llegar a un acuerdo aceptable por todos. El ejecutivo disuelve la Asamblea (marzo 1977) y las elecciones (29 de mayo) dan la mayoría al Frente Unido. 
El 12 de julio de 1977, Polinesia Francesa recibe finalmente su nuevo estatus, conocido como autonomía de gestión, aprobado por unanimidad por el Parlamento. Cambios : el gobernador se convierte en alto-comisario jefe del territorio; el Consejo de gobierno está formado por 7 miembros responsables individualmente, elegidos por la Asamblea, con un vicepresidente; este preside el consejo en ve del alto-comisario cuando sean tratados asuntos de la competencia territorial : Trabajos públicos, Enseñanza primaria, Salud, Prisiones, Tasas Aduaneras y portuarias. Como se puede observar, el ejecutivo central conserva amplias competencias.
Evolución política en el marco del nuevo estatuto
En 1977, la circunscripción legislativa de Polinesia es escindida en dos : Tahití Oeste (con las Australes y las Islas de Sotavento) y Tahití-Este (con las Tuamotu, las Gambier y las Marquesas). En las elecciones de marzo de 1978, este recorte, ampliamente fundado sobre un reparto entre católicos y protestantes, permite a Gaston Flosse ser electo diputado por Tahití-Este mientras que la otra circunscripción elige al candidato del Frente Unido, Jean Juventin, (Pupu Here Aia), que ha reemplazado a Georges Pambrun en el Ayto. de Papeete. Ni Francis Sanford ni John Teariki se candidataron, ya que prefieren ocupar funciones territoriales, respectivamente vicepresidente del Consejo de gobierno y presidente de la Asamblea territorial.
El mismo año, la Unión tahitiana (Tahoeraa maohi) se convierte en el Tahoera Huiraatira (Concentración popular), sección polinesia del RPR (nuevo nombre del UDR después de que Jacques Chirac se puso al mando del mismo). El periodo 1977-1981 está marcado por un acercamiento sensible de Gaston Flosse vis-a-vis las posiciones autonomistas. 
En febrero de 1980, como consecuencia de los incidentes acontecidos en Moruroa durante el verano 1979 y a la actitud poco franca de las autoridades sobre este asunto, Gaston Flosse decide aprovechar sus relaciones con Jacques Chirac para impulsar una evolución del estatus. En febrero de 1980, le transmite un proyecto bastante cercano del futuro estatus que da lugar a una proposición de ley del 13 de mayo de 1980 (no votada).
Elecciones presidenciales de 1981
En 1978, el PS ha adoptado el punto de vista gaullista sobre el uso de la fuerza, sobre todo bajo la influencia de Charles Hernu. En estas condiciones, los autonomistas ya no tienen motivos para apoyar la candidatura de François Mitterrand; anticipando una victoria de Valéry Giscard d'Estaing, deciden apoyar a este; el apoyo a François Mitterrand es retomado por los independentistas, mientras que el Tahoeraa apoya lógicamente Jacques Chirac. El 10 de mayo (segunda vuelta), Giscard d'Estaing obtiene 76 % de los votos emitidos en Polinesia. 
El tahitiano (reo maohi) es declarado lengua oficial regional en 1980.

### Presidencias de François Mitterrand (1981-1995)
Elecciones legislativas anticipadas de 1981
Gaston Flosse está reelegido en la circunscripción Este; en la circunscripción Oeste, Jean Juventin parece amenazado frente a Alexandre Léontieff, dirigente del Tahoeraa, debido a las numerosas candidaturas independentistas. Es reelegido de cualquier manera.
Evolución general
Se trata de un periodo bastante complejo. Por un lado la popularidad del Frente unido es baja debido al balance limitado de su acción gubernamental local; por otro lado Gaston Flosse asume de modo bastante creíble los principales elementos del programa del Frente unido. Finalmente, este conoce vicisitudes : en 1982 Te Ea Api padece una escisión liderada por su secretario general, Émile Vernaudon, alcalde de Mahina, que funda Tengo'ha Api. Por otro lado, Autahoeraa renombrado Partido social demócrata de Polinesia (a comienzos de 1980), abandona la alianza, organizando una campaña en solitario para las elecciones territoriales de 1982.
Las elecciones territoriales (mayo de 1982)
Están marcadas por la caída de las posiciones del Frente unido y la aparición de electos independentistas. El resultado de las elecciones es pues bastante favorecedor para el Tahoeraa : 
- Tahoeraa : 13 electos
- Pupu Here Aia : 6 electos
- Te Ea Api : 1 electo (Francis Sanford)
- MSD : ningún electo
- Aia Api : 3 electos
- Ia Mana : 3 electos
- Independientes (alcaldes) : 4 electos

Como consecuencia de estas elecciones, Gaston Flosse concluye una alianza con Émile Vernaudon : el primero se convierte en vicepresidente del Consejo de gobierno, el segundo en presidente de la Asamblea territorial.
El final de 1982
Se mantienen negociaciones estatutarias con el gobierno desde julio, especialmente con Gaston Deferre (Interior) y Henri Emmanuelli (DOM-TOM); el estatus propuesto por este último en noviembre es más conservador de lo esperado; las discusiones ulteriores, con un contra-proyecto del senador Daniel Millaud provocan una ruptura entre Gaston Flosse y Émile Vernaudon. Flosse mantiene no obstante su mayoría gracias a independientes y a los demás elegidos de Aia Api. 
El año 1983. Elecciones municipales. Óbito de John Teariki
Desde diciembre de 1982 a marzo de 1983, Polinesia Francesa padece una secuencia excepcional de 4 ciclones. La actitud de Gaston Flosse en esta ocasión incrementa su popularidad, lo que asegura al Tahoeraa un éxito rotundo en las elecciones municipales (marzo), que permiten por otra parte a Oscar Temaru convertirse en alcalde de Faaa; Jean Juventin es no obstante reelegido alcalde de Papeete. Se convierte en presidente del Pupu Here Aia tras el óbito accidental de John Teariki.
El estatuto de 1984
El 9 de septiembre de 1984, como consecuencia de las leyes de descentralización de 1982 (también conocidas como leyes Defferre), el territorio se beneficia de un cambio de estatus. Especialmente en lo que respecta al alto comisario que cesa de ser presidente del consejo de gobierno, cuyos miembros obtienen el estatus de ministros. A partir de ese momento hay un verdadero gobierno de Polinesia Francesa, con un primer ministro, cuyo título es Presidente del gobierno : el primero fue Gaston Flosse. Por otra parte, el número de miembros de la Asamblea es aumentado a 41.
El CEP bajo François Mitterrand
Hay que destacarr que la postura gubernamental no cambia en la realidad, a pesar de una cierta apertura hacia las demandas de los partidos polinesios, a partir de ahora sobre posiciones comunes; la primera presidencia de François Mitterrand estuvo marcada también por el asunto del Rainbow Warrior (1985), en la cual el ministro de la Defensa, Charles Hernu, jugó un rol esencial.
Las pruebas nucleares son pues continuadas hasta en 1992, cuando se decidió una suspensión de un año.